# Heterothrips decacornis
Heterothrips decacornis är en insektsart som beskrevs av D. L. Crawford 1909. Heterothrips decacornis ingår i släktet Heterothrips och familjen Heterothripidae. Inga underarter finns listade i Catalogue of Life.